# Densité d'états électroniques
Pour les articles homonymes, voir Densité (homonymie) et DOS.
En physique du solide et physique de la matière condensée, la densité d'états électroniques, en anglais Density of States ou DOS, quantifie le nombre d'états électroniques susceptibles d’être occupés, et possédant une énergie donnée dans le matériau considéré. Elle est généralement notée par l'une des lettres g, ρ, D, n ou N. Plus précisément, on définit la densité d'états {\displaystyle N(E)} par le fait que {\displaystyle N(E)dE} est le nombre d'états électroniques disponibles, avec une énergie comprise entre {\displaystyle E} et {\displaystyle E+dE}, par unité de volume du solide ou par maille élémentaire du cristal étudié. Le concept de densité d’états existe pour les bosons (photons, phonons, etc) aussi bien que les fermions. Cette quantité peut être calculée dès lors que la relation de dispersion est connue.
La densité d'états est égale à l'intégrale de la fonction spectrale sur la première zone de Brillouin, et s’écrit dans le cas d'un système de dimension trois :
{\displaystyle D(E)=\int _{\mathrm {PZB} }{\frac {d^{3}\mathbf {k} }{(2\pi )^{3}}}A(\mathbf {k} ,E)}.
Cette quantité est d'une grande utilité en physique expérimentale puisque directement mesurable, contrairement à la fonction d'onde. La Théorie de la fonctionnelle de la densité (DFT pour Density Functional Theory en anglais) permet d'obtenir une bonne approximation de la densité d'états pour de nombreux matériaux, en particulier ceux dans lesquels les électrons ne sont pas fortement corrélés.

## Introduction
Les particules d'un système quantique peuvent occuper des états dont la longueur d'onde et la direction de propagation dépendent dudit système. En général, seuls certains états spécifiques sont permis : la structure cristalline d'un matériau impose des conditions sur les directions de propagation autorisées tandis que dans certains systèmes la distance interatomique ou la charge atomique peuvent dicter les longueurs d'onde admissibles. Il peut donc arriver qu'il y ait un grand nombre d'états disponibles à une certaine énergie tandis qu'aucun ne le soit à une autre énergie.
Dans un semi-conducteur, la densité d'états électroniques présente une discontinuité qui marque la séparation entre la bande de valence et la bande de conduction. Il n'y a donc aucun état disponible dans ce gap. Une augmentation d'énergie pour un électron dans la bande de conduction conduit à une augmentation des états disponibles, mais pour accéder à la bande de valence celui-ci doit perdre au moins l'énergie de gap du matériau.
La densité d'états électroniques peut tout aussi bien être exprimée en fonction de l'énergie que du vecteur d'onde {\displaystyle \mathbf {k} }. Pour effectuer la conversion de l'une à l'autre il est nécessaire de connaître la relation de dispersion {\displaystyle (E,\mathbf {k} )} du système.
En général, les propriétés topologiques du système ont un impact majeur sur les propriétés de la densité d'états. Les systèmes comme le neutronium dans les étoiles à neutrons ou le gaz d'électrons libres dans les métaux (ce sont des exemples de matière dégénérée et de gaz de Fermi) ont une topologie Euclidienne tridimensionnelle. Les systèmes moins communs comme le gaz d'électrons bidimensionnel dans le graphène et l'effet Hall quantique dans les MOSFET ont une topologie Euclidienne bidimensionnelle. Des systèmes encore moins familiers comme les nanotubes de carbone, les fils quantiques et plus généralement les liquides de Luttinger ont de leur côté une topologie Euclidienne à une dimension.

## Symétrie et densité d'états

Première zone de Brillouin du réseau Cubique à faces centrées : un octaèdre tronqué.

La densité d'états électronique peut se calculer pour une grande variété de systèmes.
Certains systèmes quantiques possèdent une symétrie due à leur structure cristalline qui simplifie le calcul de la DOS. Pour les systèmes à symétrie sphérique, l'intégrale de la fonction spectrale est unidimensionnelle car celle-ci ne dépend plus que du paramètre radial de la relation de dispersion. Les fluides ou les matériaux amorphes sont des exemples de systèmes à symétrie sphérique.

Octaèdre.

Les mesures sur des échantillons poudreux ou polycristallins requièrent le calcul d'intégrales sur tout le domaine, le plus souvent une zone de Brillouin, des relations de dispersion du système. Quand le système possède des symétries, le calcul est réduit au domaine fondamental induit par celles-ci.
La zone de Brillouin d'un réseau cubique face-centrées (CFC) a une symétrie appartenant au groupe holoèdre Oh du groupe ponctuel de symétrie. Cela implique que l'intégration sur toute la zone de Brillouin peut se réduire a un 48e de celle-ci. Comme le montre le tableau périodique des éléments il y a beaucoup de matériaux qui possèdent la symétrie CFC dans l'espace réel (et donc la symétrie correspondante dans l'espace réciproque), comme le Silicium, le Diamant et le Platine.

Il est en général plus facile de calculer la densité d'états lorsque la symétrie du système est grande et lorsque la dimension topologique de la relation de dispersion est faible. La densité d'états pour des relations de dispersion avec une symétrie de rotation peut souvent se calculer analytiquement, ce qui est d'un grand intérêt pratique puisque beaucoup de matériaux d'intérêt comme l'acier ou le silicium possèdent une grande symétrie.

## Gaz d'électrons libres
L'énergie cinétique d'un électron dépend en général du module et de l'orientation du vecteur d'onde {\displaystyle \mathbf {k} }, des propriétés de la particule et de l'environnement dans lequel elle se meut. L'approximation dite du gaz d'électrons libres consiste à négliger les interactions dues à la répulsion de Coulomb entre les électrons.

### Relation de Dispersion
La relation de dispersion des électrons dans un solide est donnée par sa structure de bande.
L'énergie cinétique d'un électron dans un gaz de Fermi est donnée par :
{\displaystyle E={\frac {\hbar ^{2}k^{2}}{2m}}\ ,}
où {\displaystyle m} est la masse de l'électron et {\displaystyle \hbar } la constante de Planck réduite. La relation de dispersion est un paraboloïde de révolution possédant une symétrie cylindrique, ce qui facilite le calcul de la densité d'états électronique. En effet, sous ces conditions il est possible de calculer la densité d'états électroniques en différenciant par rapport à {\displaystyle k} le volume {\displaystyle \Omega _{n}(k)} de l'hypersphère de rayon {\displaystyle k} dans l'espace réciproque à {\displaystyle n} dimensions.

### Calcul de la densité d'états électroniques
La densité d'états électroniques dépend de la dimensionnalité du problème. En effet, pour des électrons libres la densité d'états électroniques est donnée par :
{\displaystyle D_{n}\left(E\right)={\frac {d\Omega _{n}(E)}{dE}}}.
En inversant la relation de dispersion, on obtient une expression pour le module du vecteur d'onde en termes de l'énergie cinétique :
{\displaystyle k={\frac {\sqrt {2mE}}{\hbar }}}
Si le volume d'une hypersphère de rayon {\displaystyle k} est donné par {\displaystyle \Omega _{n}(k)=c_{n}k^{n}\ ,} où {\displaystyle c_{n}={\frac {\pi ^{n/2}}{\Gamma ({\frac {n}{2}}+1)}}} est le volume d'une n-boule de rayon unitaire on obtient
{\displaystyle \Omega _{n}(E)=c_{n}{\frac {(2mE)^{n/2}}{\hbar ^{n}}}}
La dérivée de ce volume par rapport à l'énergie donne l'expression de la densité d'états électroniques pour un gaz d'électrons libres en {\displaystyle n} dimensions:
{\displaystyle D_{n}\left(E\right)={\frac {d}{dE}}\Omega _{n}(E)={\frac {(2\pi m\hbar ^{-2})^{\frac {n}{2}}}{\Gamma ({\frac {n}{2}})}}E^{{\frac {n}{2}}-1}}

Si {\displaystyle V,S,L} sont respectivement le volume, la surface et la longueur d'une n-boule de rayon unitaire, les densités d'états électroniques les plus communes s'expriment comme :
- En trois dimensions, la densité d'états est donnée par

{\displaystyle D(E)={\frac {V}{2\pi ^{2}}}\left({\frac {2m}{\hbar ^{2}}}\right)^{\frac {3}{2}}{\sqrt {E}}}
- En deux dimensions, la densité d'états est donnée par

{\displaystyle D(E)={\frac {S}{\pi }}{\frac {m}{\hbar ^{2}}}}
- En une dimension, la densité d'états est donnée par

{\displaystyle D(E)={\frac {L}{4\pi }}\left({\frac {2m}{\hbar ^{2}}}\right)^{\frac {1}{2}}{\frac {1}{\sqrt {E}}}}